# Олігоміктна порода
Олігоміктна порода Олігоміктова порода (рос. олигомиктная (олигомиктовая) порода; англ. oligomictic rock; нім. oligomiktisches Gestein n) — гірська порода, складена уламковим матеріалом двох різних мінералів, двох гірських порід, одного мінералу і однієї гірської породи. Один з компонентів може домінувати, але вміст іншого повинен бути не менше 5-10%. Як домішки можуть бути присутні і інші мінерали чи гірські породи.